# Suligniewa
Suligniewa – staropolskie imię żeńskie, złożone z dwóch członów: Suli- ("obiecywać" albo "lepszy, możniejszy") i -gniewa ("gniew"). Może oznaczać "ta, której gniew jest gwałtowniejszy".
Suligniewa imieniny obchodzi 30 maja.